# Air Transport Charter
Air Transport Charter (CI) Ltd. è stata una compagnia aerea britannica charter con sede nell'isola di Jersey dal 1946 al 1952.

## Storia
La società fu fondata nel luglio 1946 per effettuare trasporto passeggeri e merci dalle Isole del Canale principalmente. Le attività di volo iniziarono nel marzo dell'anno successivo con una coppia di Miles Aerovan che trasportavano fiori verso la Gran Bretagna isolana. Poco dopo fu inserito in linea un primo Douglas DC 3 che permise il trasporto di passeggeri in carne e ossa. A seguire entrarono in servizio i primi DH.89, piccoli bimotori molto adatti ai brevi voli tra le tre isole dell'arcipelago. Durante l'inverno, in coincidenza con il calo del traffico turistico, i DC 3 (ormai saliti a tre) furono utilizzati per il trasporto di frutta e verdura dall'Italia e dalla Francia verso l'aeroporto di Bovington.
Nel 1950 fu frequente il trasporto di equipaggi marittimi verso scali del Mediterraneo mentre le attività charter si allargavano fino a toccare Parigi e Zurigo. Nello stesso anno fu assorbita la piccola Island Air Charters con cui era in atto una collaborazione operativa. La proprietà dell'azienda passò alla società di consulenza Lambert Brothers di Londra e la base operativa fu spostata nell'aeroporto di Black Bush. Anche per questo fu possibile effettuare alcune attività per conto delle due grandi aerolinee di stato - BEA e BOAC - che dominavano il mercato. Inoltre voli per il trasporto all'estero di piloti e tecnici dell'aeronautica militare.
Nel 1951 le attività charter si allargarono ad Innsbruck (Alpi Austriache) e alla pittoresca Corsica. Nell'estate 1952 la società fu accusata di esercire (di fatto) un servizio regolare dlla Gran Bretagna alle Isole del Canale, fu pesantemente sanzionata e gli fu imposto di cessare di volare. Il blocco delle attività fu decretato per il 31 ottobre 1952. Successivamente tutta la flotta fu venduta anche se un pugno di uomini e di macchinari si trasformò in un'azienda di avionica con sede nella contea del Berkshire.

## Flotta
- De Havilland DH.89 Dragon Rapide
  - G-AIUL, G-AGWC, G-AJWC, G-AHPT, G-AJFK, G-AFFB,

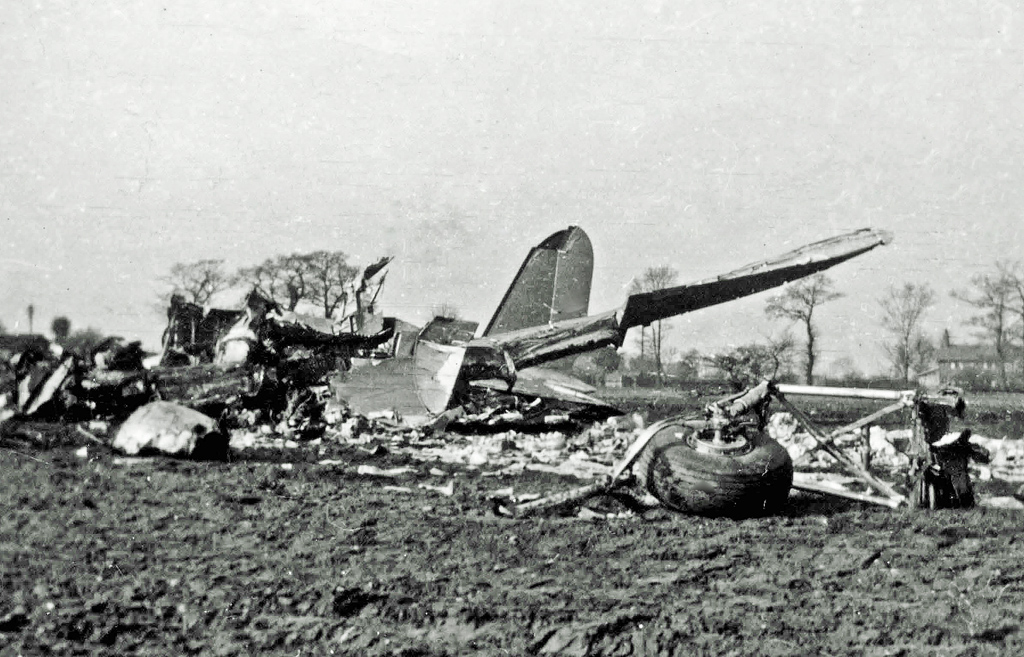
Il Dakota G-AJVZ dopo lo schianto vicino all'aeroporto Ringway di Manchester nel marzo 1951.

- Douglas DC-3
  - G-AJBH, G-AJVZ, G-AJBG

- Miles Aerovan

## Incidenti
- Il 20 maggio 1948 un Douglas Dakota 3 cargo registrato G-AJBG, partito da Valence e diretto a Bovingdon, trasportante un carico di frutta, si schiantò contro un albero durante un circuito d'attesa notturno e con nuvole basse a Bovingdon.[4]
- Il 27 marzo 1951 un altro Douglas Dakota 3 da carico, ma registrato G-AJVZ, in rotta dall'aeroporto di Ringway, Manchester, Inghilterra, all'aeroporto di Nutts Corner, Antrim, Irlanda del Nord, si schiantò poco dopo il decollo di un volo di linea a seguito dell'impossibilità dell'aereo di guadagnare quota. Ci furono quattro vittime, due dei tre membri dell'equipaggio a bordo e due dei tre passeggeri.[5]